# Warner Bros. Discovery International Argentina
Warner Bros. Discovery International Argentina S.A. (previamente conocido como Turner International Argentina S.A. y WarnerMedia International Argentina S.A.) es un conglomerado de medios argentino que funciona como la subsidiaria local de Warner Bros. Discovery Latin America. La compañía tiene su sede en Buenos Aires, capital de Argentina desde 1993. Posee y opera algunas versiones localizadas de los canales que se muestran en todo el mundo. Desde las instalaciones de Buenos Aires se transmiten un total de 61 señales.

## Historia
En 1993 se inaugura la primera oficina de Turner en Buenos Aires, bajo el nombre Turner International Argentina S.A. En 1997 se abre la corresponsalía de CNN en el país. En 2004 la sede se traslada al edificio del barrio San Telmo. Al año siguiente, las señales que hasta ese momento se transmitían desde el CNN Center de Atlanta, comienzan a emitirse desde Buenos Aires para toda Latinoamérica.
En 2007, Turner International Argentina adquirió Imagen Satelital S.A. de Claxson Interactive Group, que incluye a los canales operados por esta: Space, I.Sat, Retro, Fashion TV, MuchMusic, HTV e Infinito.
En 2018 compra la emisora radial Radio Belgrano la cual se convierte en CNN Radio Argentina.
En 2020, Turner International Argentina cambió de nombre a WarnerMedia International Argentina debido a la reestructuración de su empresa matriz tras su compra por AT&T.
En 2022, WarnerMedia International Argentina cambió de nombre a Warner Bros. Discovery International Argentina debido a la reestructuración de su empresa matriz tras su compra por Discovery.

## Canales

### Warner Bros. Discovery Latin America
- Space
- HTV
- TNT
- TNT Series
- TNT Novelas
- TNT Sports
- Warner Channel
- TCM
- Cinemax
- Cartoon Network
- Cartoonito
- Adult Swim
- Tooncast
- CNN en Español
- CNN International
- Discovery
- Animal Planet
- Discovery Home & Health
- Discovery Kids
- TLC
- Investigation Discovery
- Discovery Science
- Discovery Turbo
- Discovery World
- Discovery Theater
- Food Network
- HGTV
- Golf Channel Latin America

### HBO Pack
- HBO
- HBO 2
- HBO Signature
- HBO Plus
- HBO Family
- HBO Mundi
- HBO Pop
- HBO Xtreme

## Radio
- CNN Radio Argentina